# Station Tavigny
Station Tavigny is een voormalig spoorwegstation langs spoorlijn 163 (Libramont – Bastenaken – Gouvy) in het Belgisch-Luxemburgse dorp Buret in de gemeente Houffalize, ongeveer 2,5 km verwijderd van Tavigny.
Het station is geopend op 20 februari 1884 en kreeg code 648. Per 1 oktober 1889 wordt de halte Bourcy een echt station. Tavigny, met de mogelijkheid tot treinkruisingen, wordt een halte onder Bourcy.
Op 3 juni 1984 wordt station Tavigny gesloten.
Het stationsgebouw is van het Type 1873, er was een binnenplaats voor goederen en een hydraulische installatie
om locomotieven van water te voorzien.

## Aantal instappende reizigers
De grafiek en tabel geven het gemiddeld aantal instappende reizigers weer op een week-, zater- en zondag.
| Tabel: aantal instappende reizigers station Tavigny | Tabel: aantal instappende reizigers station Tavigny | Tabel: aantal instappende reizigers station Tavigny | Tabel: aantal instappende reizigers station Tavigny |
|                                                     | Weekdag                                             | Zaterdag                                            | Zondag                                              |
| --------------------------------------------------- | --------------------------------------------------- | --------------------------------------------------- | --------------------------------------------------- |
| 1977                                                | 14                                                  | 11                                                  | 9                                                   |
| 1978                                                | 18                                                  | 12                                                  | 9                                                   |
| 1979                                                | 14                                                  | 26                                                  | 6                                                   |
| 1980                                                | 26                                                  | 13                                                  | 24                                                  |
| 1981                                                | 22                                                  | 12                                                  | 8                                                   |
| 1982                                                | 28                                                  | 31                                                  | 30                                                  |
| 1983                                                | 21                                                  | 14                                                  | 24                                                  |

0,0: Libramont ·
3,5: Ourt ·
6,6: Bernimont ·
10,5: Wideumont ·
15,7: Rosières ·
18,9: Morhet ·
22,2: Sibret ·
24,2: Villeroux ·
28,7: Bastenaken-Zuid ·
29,8: Bastenaken-Noord ·
33,4: Bizory ·
38,9: Bourcy ·
44,6: Tavigny ·
52,5: Limerlé ·
58,9: Gouvy ·
66,4: Beho ·
69,0: Maldange ·
71,4: Weisten ·
74,2: Crombach ·
79,0: Sankt Vith